# گورلا مینوره
گورلا مینوره (به ایتالیایی: Gorla Minore) یک کومونه در ایتالیا است که در استان وارزه واقع شده‌است.

## خصوصیات
گورلا مینوره ۷٫۷ کیلومترمربع مساحت و ۷٬۸۹۴ نفر جمعیت دارد و ۲۳۷ متر بالاتر از سطح دریا واقع شده‌است.